# Mühlenkopfschanze
Die Mühlenkopfschanze, auch Große Mühlenkopfschanze genannt, ist eine beim Ortsteil Stryck der nordhessischen Gemeinde Willingen stehende Skisprungschanze. Die Großschanze HS147 ist weltweit die größte aus der Kategorie der Großschanzen; alle noch größeren Schanzen sind in der Kategorie der Skiflugschanzen eingeordnet. Bis zum Jahr 2000 existierten am heutigen Standort zwei Schanzen, eine Normalschanze K 89 und eine Großschanze K 120. Nordöstlich der Schanze verläuft der Skywalk Willingen.

## Geographische Lage
Die Mühlenkopfschanze steht in den Nordostausläufern des Rothaargebirges etwa 700 m südwestlich der Ortsmitte des im Upland gelegenen Willingener Dorfs Stryck auf rund 700 m ü. NHN. Sie befindet sich auf dem bewaldeten Nordosthang des Mühlenkopfs (ca. 815 m), der in das Tal der Itter abfällt. Ihr Auslauf zeigt in Richtung des jenseits der Itter gelegenen Musenbergs (738 m).
Etwa 2 km nördlich stehen am Orenberg die Orenbergschanzen, und 1,6 km ostsüdöstlich befindet sich jenseits des Musenbergs die EWF-Biathlon-Arena.

## Geschichte

### 1924 bis 1999
1924 sprang der Norweger Thom Heselberg auf einer aus Schnee gebauten Schanze am Ettelsberg 24 Meter weit. Um dies zu steigern, wurde nach einem neuen Standort für die Skisprungschanze gesucht. Der Förster und Sportwart Heinrich Fieseler, der auch im 1910 gegründeten Skiclub tätig war, wurde in seinem Forstrevier fündig und entschied sich für den Osthang des 800 Meter hohen Mühlenkopfes. So wurde 1925 die erste Schanze auf dem Mühlenkopf errichtet und im Folgejahr eingeweiht; es waren Weiten bis zu 35 Meter möglich. Vier Jahre später wurde sie unter der Leitung von Erich Recknagel nachgebessert, der dort 1931 auch das erste Springen gewann. 1950 wurde die Schanze zur Großschanze mit Anlaufturm umgebaut. Am 14. Januar 1951 wurde sie nach dem Umbau eingeweiht und war die viertgrößte Schanze der Welt. Auf ihr fanden 1956 Deutsche Meisterschaften statt.
Im Jahr 1960 brach der morsche Anlaufturm zusammen und musste im Sommer 1962 komplett abgerissen werden. Weil hier aber die Entwicklung für diesen Wintersport entscheidend mitgeprägt wurde, sprachen sich die Gemeinde und der Verein für einen Neubau aus. Finanzierungsprobleme verzögerten das Projekt zunächst. Die einmalige Holzkonstruktion in Leimbauweise wurde für 170.000 Mark gebaut und vom bekannten Schanzenbauer Heini Klopfer aus Oberstdorf entworfen. das Projekt wurde im Herbst 1964 beendet. 1971 wurde neben der Groß- noch eine Normalschanze (K 90) gebaut. 1978 fanden zum zweiten Mal Deutsche Meisterschaften hier statt, 1982 folgte das erste Springen im Europacup.
Das seit 1949 kaum veränderte Schanzenprofil entsprach nicht den damaligen Anforderungen. Ende 1983 lief das FIS-Zertifikat aus, und so wurde der Willinger FIS-Schanzen-Kontrolleur Wolfgang Happle schon 1978 mit einer Neuplanung beauftragt. Die 1982 kalkulierten 1,8 Millionen Mark schienen nicht auszureichen; daher verhandelte der SC Willingen mit dem damaligen Bürgermeister Günther Rehbein, Kreis, Land und Bund über Fördermittel. Dabei wurden Bedingungen gestellt, dass der Bau in zwei Bauabschnitten zu realisieren ist. Im Ersten wurde der Schanze ein neues Profil gegeben. Die Anlage wurde auf 108 m erweitert. Außerdem wurden auf beiden Seiten Zuschauerpodeste errichtet. Beide Schanzen erhielten neue Tische, die Anlaufspuren Schneeleeren und Seitenbrüstungen zur besseren Präparierung und größeren Sicherheit. Der bis heute aus Holz bestehende Kampfrichterturm gehörte ebenfalls zum Schanzenumbauprojekt. Trotz erheblichen Eigenleistungen der Willinger-Mitglieder reichte das Geld nicht aus, und so wurde der Turm nicht im ersten Anlauf fertiggestellt. Der ganze Schanzenumbau dauerte von 1983 bis 1985. 1984 wurden in Willingen zum ersten Mal Deutsche Meisterschaften auf der Normalschanze ausgetragen. Es waren zugleich die letzten, die dort stattfanden.
1994 und 1996 gab es jeweils ein Continental-Cup-Skispringen. 1994 fand wieder ein Umbau des Schanzenprofils statt. Im Anschluss daran waren Weiten bis zu 140 m möglich. Seit 1999 findet, ebenso wie 1995 und 1997, jährlich ein Weltcup-Springen auf der Großschanze statt.

### Seit 2000
Nachdem das Schanzenzertifikat abgelaufen und von der FIS nicht verlängert worden war, wurde ein Umbau nötig. Die alten Schanzen K 89 und K 120 wurden nach Ostern 2000 abgerissen. Die K-89-Schanze wurde nicht wieder neu aufgebaut. Der Umbau der K-120-Schanze zur K-130-Schanze kostete 10 Millionen D-Mark. Die Tribünenflächen wurden auf rund 38.000 Plätze erweitert und insgesamt rund 3300 Meter Versorgungsleitungen unter anderem für die Kunstschneeproduktion verlegt. Des Weiteren wurde ein neues Funktionsgebäude errichtet. Architekt des Umbaus war Burkhard Pahl. Seit dem Umbau erreichen die Skispringer die Schanze mit der Standseilbahn Mühlenkopfschanze und einem Aufzug. Der neue Adlerhorst, das Ufo, das am Schanzenkopf als Aufwärmraum für die Springer dient und der neue Auslauf waren im November 2000 fertiggestellt. Im Februar 2001 fand der erste Weltcup auf der umgebauten Anlage statt. Von 2009 bis 2013 wurde im Rahmen des Weltcups die FIS-Team-Tour veranstaltet.
Der Internationale Skiverband forderte den SC Willingen auf, bis 2013 einen neuen Kampfrichterturm und eine neue fest installierte Flutlichtanlage zu bauen. Das Projekt sollte sich auf 2,2 Millionen Euro belaufen. Der Skiclub hatte damals auf allen Ebenen versucht, Fördergelder aufzutreiben. Er ging davon aus, dass die Gelder von der Gemeinde, Kreis, Land und Bund kommen sollen; man hat auch zur Unterstützung aus eigener Hand in den Medien und in der Öffentlichkeit gebeten. So wurde die Aktion Bausteine für die Mühlenkopfschanze geboren. Man konnte solche damals im Wert von 20 bis 1.000 Euro erwerben, um den Bau des neuen Kampfrichterturms und der Flutlichtanlage zu unterstützen. Nach der Baufertigstellung sollte neben dem Turm eine Tafel aufgestellt werden, wo die jeweilige Summe mit den Namen der Spender verewigt werden soll.
Die Baumaßnahmen wurden im Jahr 2013 in Angriff genommen und der neue Kampfrichterturm von den Architekten Pahl und Weber-Pahl aus Darmstadt erstellt. Finanzielle Unterstützung kam vom Land Hessen, vom Landkreis Waldeck-Frankenberg und von der Gemeinde Willingen. Bei der Aktion Bausteine für die Mühlenkopfschanze wurden 862 Bausteine verkauft. Vor dem Weltcup vom 31. Januar bis 2. Februar 2014 wurde der Turm auf den Namen Hessen Skijumping Tower getauft; die Hessen Trade & Invest GmbH hatte sich die Namensrechte an dem Gebäude erworben.
Eigentlich sollte das Weltcupspringen vom 4. bis 6. März 2016 ausgetragen werden, aber wegen der Kommunalwahl in Hessen wurde es nach 1995 und 2005 gleich nach der Vierschanzentournee vom 8. bis 10. Januar 2016 veranstaltet. Eine Woche später fanden dann erstmals nach 13 Jahren wieder Continental-Cup-Springen in Willingen statt.
Beim Mixed-Springen am 3. Februar 2023 wurde Timi Zajc von einer Windböe auf 161,5 Meter getragen, konnte den Sprung aber nicht stehen.

## Technisches
Die Mühlenkopfschanze wird gegenwärtig nur einmal im Jahr für das Weltcupspringen präpariert. Die Anlage kann ganzjährig außerhalb der Weltcupveranstaltungen besichtigt werden. Eine 20 Personen fassende Standseilbahn führt vom Auslauf bis hinauf zum Anlaufturm. In der warmen Jahreszeit wird das Skisprungstadion auch als Veranstaltungsort für Freiluftkonzerte verwendet.

## Bilder

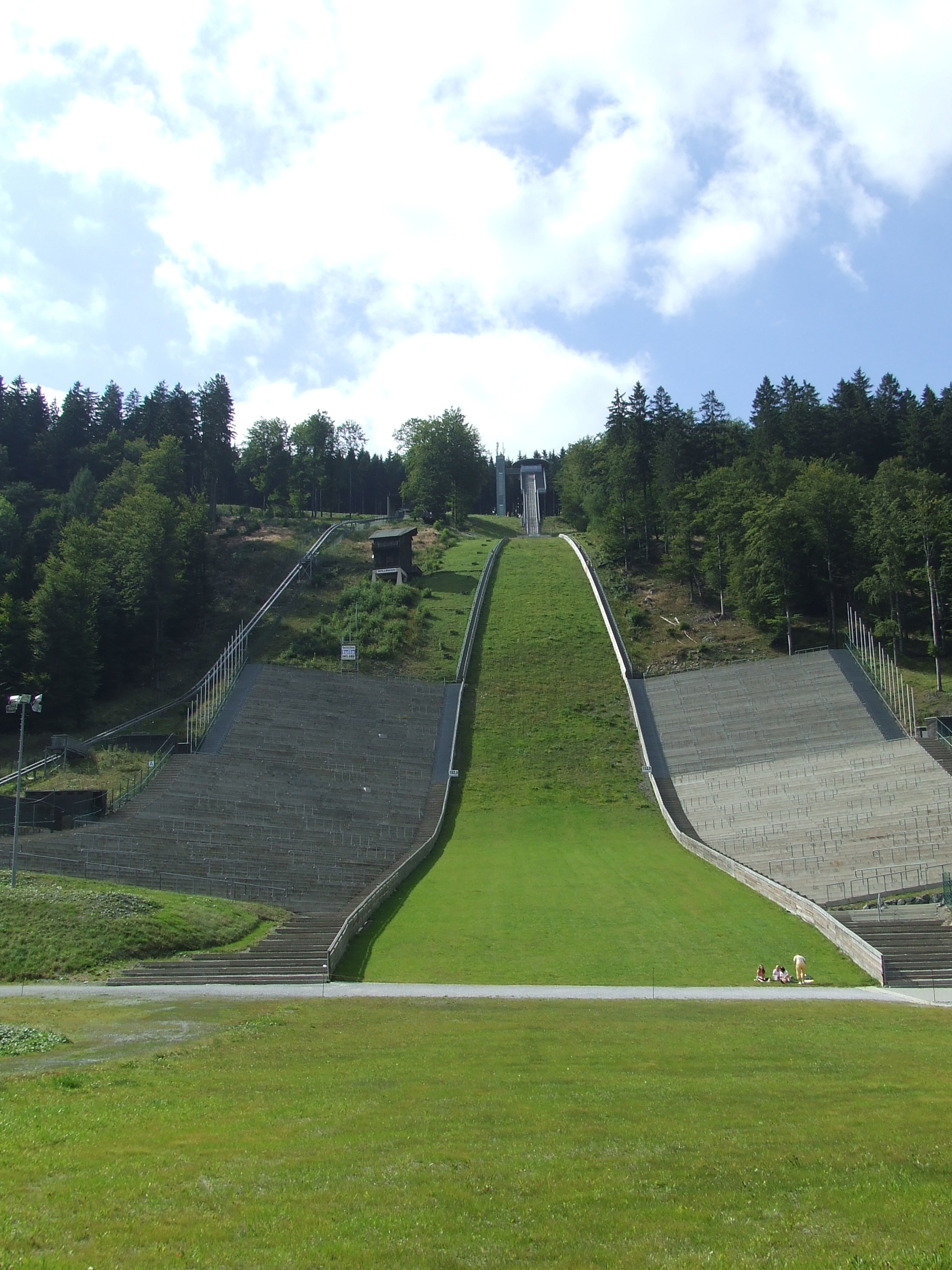
Ansicht der Schanze im Sommer
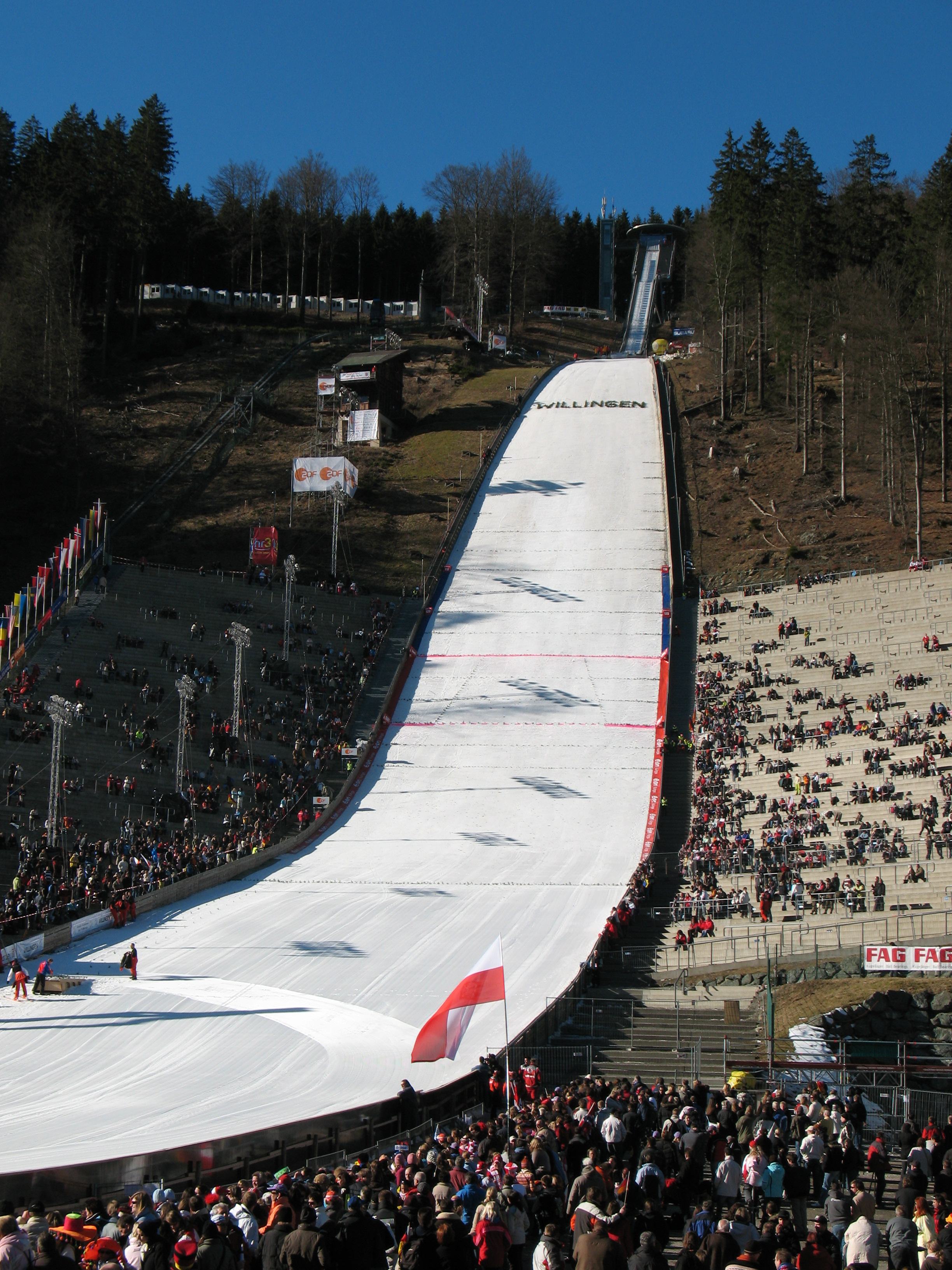
Ansicht der Schanze im Winter
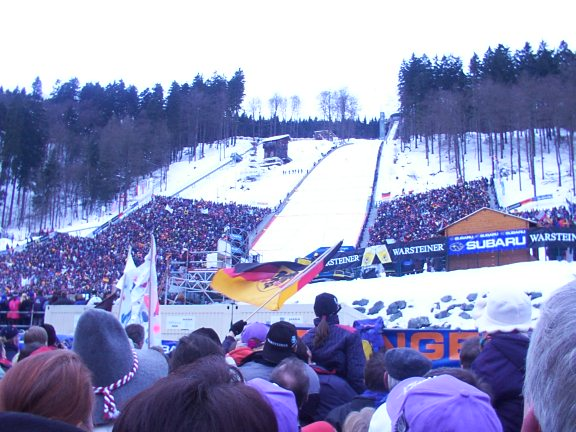
Weltcupspringen 2002
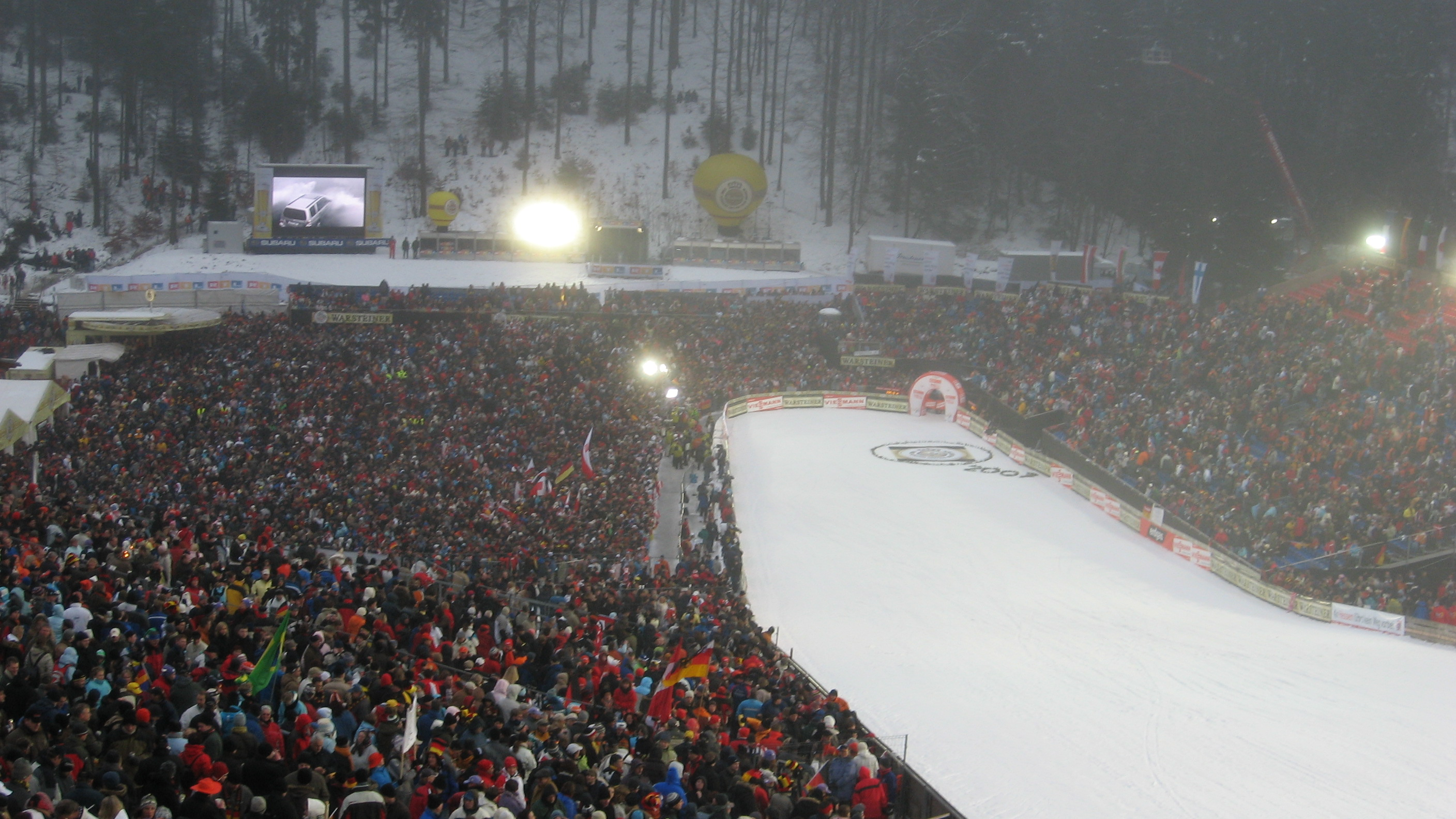
Weltcupspringen 2007
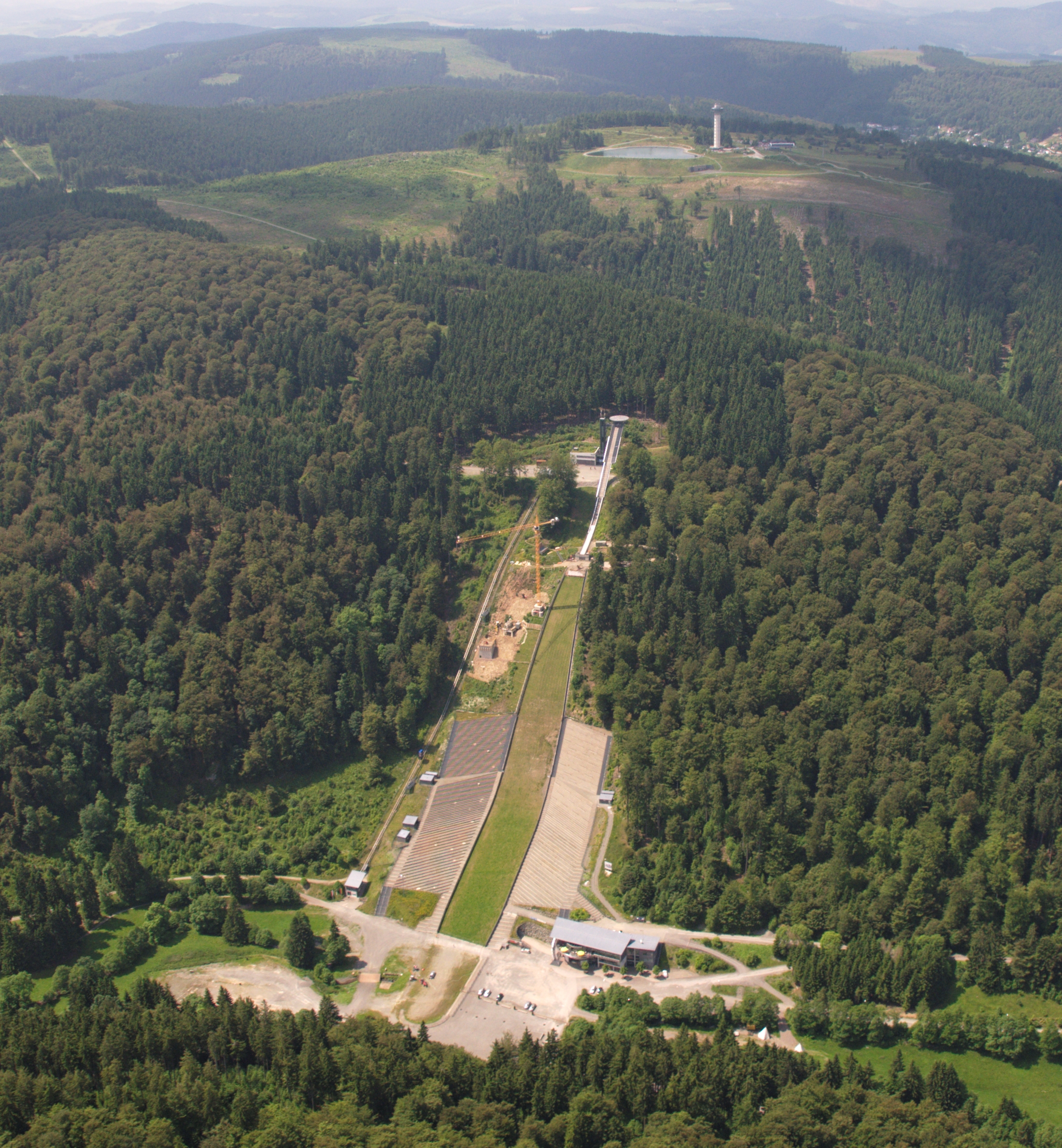
Luftaufnahme von der Schanze mit Hochheideturm im Hintergrund

## Internationale Wettbewerbe
Aufgelistet sind alle seit der 1994 erfolgten Anpassung des Schanzenprofils von der FIS durchgeführten Sprungwettbewerbe.
| Datum            | Kategorie                | Schanze | 1. Platz                                                                                        | 2. Platz                                                                              | 3. Platz                                                                        |
| ---------------- | ------------------------ | ------- | ----------------------------------------------------------------------------------------------- | ------------------------------------------------------------------------------------- | ------------------------------------------------------------------------------- |
| 8. Januar 1995   | Weltcup                  | K120    | Andreas Goldberger                                                                              | Kazuyoshi Funaki                                                                      | Dieter Thoma                                                                    |
| 1. Februar 1997  | Weltcup                  | K120    | Martin Höllwarth                                                                                | Dieter Thoma                                                                          | Primož Peterka                                                                  |
| 2. Februar 1997  | Weltcup                  | K120    | Hiroya Saitō                                                                                    | Dieter Thoma                                                                          | Roar Ljøkelsøy                                                                  |
| 21. Februar 1998 | Continental Cup          | K120    | Grega Lang                                                                                      | Dirk Else                                                                             | Martin Zimmermann                                                               |
| 29. Januar 1999  | Weltcup                  | K120    | Noriaki Kasai                                                                                   | Martin Schmitt                                                                        | Kazuyoshi Funaki                                                                |
| 30. Januar 1999  | Weltcup                  | K120    | JapanKazuyoshi Funaki Noriaki Kasai Hideharu Miyahira Kazuya Yoshioka                           | ÖsterreichReinhard Schwarzenberger Wolfgang Loitzl Stefan Horngacher Andreas Widhölzl | DeutschlandSven Hannawald Hansjörg Jäkle Martin Schmitt Dieter Thoma            |
| 31. Januar 1999  | Weltcup                  | K120    | Noriaki Kasai                                                                                   | Andreas Widhölzl                                                                      | Kazuyoshi Funaki                                                                |
| 5. Februar 2000  | Weltcup                  | K120    | Andreas Widhölzl                                                                                | Janne Ahonen                                                                          | Martin Schmitt                                                                  |
| 6. Februar 2000  | Weltcup                  | K120    | Andreas Widhölzl                                                                                | Martin Schmitt                                                                        | Janne Ahonen                                                                    |
| 2. Februar 2001  | Weltcup                  | K130    | FinnlandVille Kantee Jussi Hautamäki Jani Soininen Risto Jussilainen                            | ÖsterreichMartin Höllwarth Stefan Horngacher Wolfgang Loitzl Andreas Widhölzl         | JapanKazuyoshi Funaki Kazuya Yoshioka Hideharu Miyahira Noriaki Kasai           |
| 3. Februar 2001  | Weltcup                  | K130    | Ville Kantee                                                                                    | Adam Małysz                                                                           | Risto Jussilainen                                                               |
| 4. Februar 2001  | Weltcup                  | K130    | Adam Małysz                                                                                     | Risto Jussilainen                                                                     | Matti Hautamäki                                                                 |
| 12. Januar 2002  | Weltcup                  | K130    | Sven Hannawald                                                                                  | Matti Hautamäki                                                                       | Veli-Matti Lindström                                                            |
| 13. Januar 2002  | Weltcup                  | K130    | ÖsterreichMartin Höllwarth Andreas Goldberger Stefan Horngacher Andreas Widhölzl                | FinnlandVeli-Matti Lindström Tami Kiuru Janne Ahonen Matti Hautamäki                  | DeutschlandChristof Duffner Stephan Hocke Sven Hannawald Martin Schmitt         |
| 5. Februar 2003  | Continental Cup          | K130    | Michael Möllinger                                                                               | Stefan Thurnbichler                                                                   | Maximilian Mechler                                                              |
| 8. Februar 2003  | Weltcup                  | K130    | Sven Hannawald                                                                                  | Andreas Widhölzl                                                                      | Florian Liegl                                                                   |
| 9. Februar 2003  | Weltcup                  | K130    | Noriaki Kasai                                                                                   | Hideharu Miyahira                                                                     | Robert Kranjec                                                                  |
| 14. Februar 2004 | Weltcup                  | K130    | Janne Ahonen                                                                                    | Georg Späth                                                                           | Roar Ljøkelsøy                                                                  |
| 15. Februar 2004 | Weltcup                  | K130    | NorwegenTommy Ingebrigtsen Sigurd Pettersen Bjørn Einar Romøren Roar Ljøkelsøy                  | FinnlandTami Kiuru Matti Hautamäki Jussi Hautamäki Janne Ahonen                       | DeutschlandMichael Uhrmann Martin Schmitt Alexander Herr Georg Späth            |
| 8. Januar 2005   | Weltcup                  | HS145   | DeutschlandMaximilian Mechler Michael Uhrmann Alexander Herr Georg Späth                        | FinnlandMatti Hautamäki Risto Jussilainen Tami Kiuru Janne Ahonen                     | ÖsterreichAndreas Widhölzl Wolfgang Loitzl Thomas Morgenstern Martin Höllwarth  |
| 9. Januar 2005   | Weltcup                  | HS145   | Janne Ahonen                                                                                    | Martin Höllwarth                                                                      | Andreas Küttel                                                                  |
| 4. Februar 2006  | Weltcup                  | HS145   | Andreas Kofler                                                                                  | Thomas Morgenstern                                                                    | Andreas Küttel                                                                  |
| 5. Februar 2006  | Weltcup                  | HS145   | FinnlandTami Kiuru Janne Happonen Matti Hautamäki Janne Ahonen                                  | ÖsterreichAndreas Kofler Andreas Widhölzl Martin Koch Thomas Morgenstern              | NorwegenBjørn Einar Romøren Lars Bystøl Sigurd Pettersen Roar Ljøkelsøy         |
| 10. Februar 2007 | Weltcup                  | HS145   | Anders Jacobsen                                                                                 | Michael Uhrmann                                                                       | Jernej Damjan                                                                   |
| 11. Februar 2007 | Weltcup                  | HS145   | ÖsterreichWolfgang Loitzl Andreas Kofler Arthur Pauli Gregor Schlierenzauer                     | NorwegenTom Hilde Anders Bardal Anders Jacobsen Roar Ljøkelsøy                        | DeutschlandStephan Hocke Tobias Bogner Jörg Ritzerfeld Michael Uhrmann          |
| 16. Februar 2008 | Weltcup                  | HS145   | NorwegenBjørn Einar Romøren Anders Bardal Tom Hilde Anders Jacobsen                             | FinnlandJanne Happonen Harri Olli Matti Hautamäki Janne Ahonen                        | ÖsterreichAndreas Kofler Martin Koch Gregor Schlierenzauer Thomas Morgenstern   |
| 17. Februar 2008 | Weltcup                  | HS145   | Bjørn Einar Romøren                                                                             | Jernej Damjan                                                                         | Anders Bardal                                                                   |
| 7. Februar 2009  | Weltcup (FIS-Team-Tour)  | HS145   | ÖsterreichThomas Morgenstern Markus Eggenhofer Andreas Kofler Wolfgang Loitzl                   | NorwegenRoar Ljøkelsøy Tom Hilde Anders Bardal Anders Jacobsen                        | FinnlandVille Larinto Kalle Keituri Matti Hautamäki Harri Olli                  |
| 8. Februar 2009  | Weltcup (FIS-Team-Tour)  | HS145   | Gregor Schlierenzauer                                                                           | Simon Ammann                                                                          | Noriaki Kasai                                                                   |
| 6. Februar 2010  | Weltcup (FIS-Team-Tour)  | HS145   | Gregor Schlierenzauer                                                                           | Anders Jacobsen                                                                       | Michael Neumayer                                                                |
| 7. Februar 2010  | Weltcup (FIS-Team-Tour)  | HS145   | DeutschlandMichael Neumayer Pascal Bodmer Martin Schmitt Michael Uhrmann                        | NorwegenJohan Remen Evensen Tom Hilde Anders Jacobsen Bjørn Einar Romøren             | ÖsterreichFlorian Schabereiter Michael Hayböck Stefan Thurnbichler David Zauner |
| 29. Januar 2011  | Weltcup (FIS-Team-Tour)  | HS145   | ÖsterreichGregor Schlierenzauer Martin Koch Andreas Kofler Thomas Morgenstern                   | DeutschlandMichael Uhrmann Martin Schmitt Michael Neumayer Severin Freund             | PolenKamil Stoch Piotr Żyła Stefan Hula Adam Małysz                             |
| 30. Januar 2011  | Weltcup (FIS-Team-Tour)  | HS145   | Severin Freund                                                                                  | Martin Koch                                                                           | Simon Ammann                                                                    |
| 11. Februar 2012 | Weltcup (FIS-Team-Tour)  | HS145   | NorwegenAnders Fannemel Rune Velta Vegard Sklett Anders Bardal                                  | ÖsterreichMartin Koch Andreas Kofler Thomas Morgenstern Gregor Schlierenzauer         | DeutschlandMaximilian Mechler Andreas Wank Severin Freund Richard Freitag       |
| 12. Februar 2012 | Weltcup (FIS-Team-Tour)  | HS145   | Anders Bardal                                                                                   | Roman Koudelka                                                                        | Daiki Itō                                                                       |
| 9. Februar 2013  | Weltcup (FIS-Team-Tour)  | HS145   | SlowenienJurij Tepeš Jaka Hvala Peter Prevc Robert Kranjec                                      | NorwegenRune Velta Tom Hilde Anders Bardal Anders Jacobsen                            | DeutschlandMichael Neumayer Richard Freitag Andreas Wellinger Severin Freund    |
| 10. Februar 2013 | Weltcup (FIS-Team-Tour)  | HS145   | Wettkampf wegen starken Windes abgesagt                                                         | Wettkampf wegen starken Windes abgesagt                                               | Wettkampf wegen starken Windes abgesagt                                         |
| 1. Februar 2014  | Weltcup                  | HS145   | Kamil Stoch                                                                                     | Severin Freund                                                                        | Jernej Damjan                                                                   |
| 2. Februar 2014  | Weltcup                  | HS145   | Kamil Stoch                                                                                     | Severin Freund                                                                        | Peter Prevc                                                                     |
| 30. Januar 2015  | Weltcup                  | HS145   | Kamil Stoch                                                                                     | Peter Prevc                                                                           | Severin Freund                                                                  |
| 31. Januar 2015  | Weltcup                  | HS145   | SlowenienJurij Tepeš Nejc Dežman Jernej Damjan Peter Prevc                                      | DeutschlandMarkus Eisenbichler Marinus Kraus Richard Freitag Severin Freund           | NorwegenTom Hilde Anders Jacobsen Anders Fannemel Rune Velta                    |
| 1. Februar 2015  | Weltcup                  | HS145   | Severin Freund                                                                                  | Rune Velta                                                                            | Roman Koudelka                                                                  |
| 9. Januar 2016   | Weltcup                  | HS145   | DeutschlandAndreas Wank Andreas Wellinger Richard Freitag Severin Freund                        | NorwegenAndreas Stjernen Daniel-André Tande Kenneth Gangnes Johann André Forfang      | ÖsterreichStefan Kraft Manuel Poppinger Manuel Fettner Michael Hayböck          |
| 10. Januar 2016  | Weltcup                  | HS145   | Peter Prevc                                                                                     | Kenneth Gangnes                                                                       | Severin Freund                                                                  |
| 17. Januar 2016  | Continental Cup          | HS145   | Florian Altenburger                                                                             | David Siegel                                                                          | Tom Hilde                                                                       |
| 17. Januar 2016  | Continental Cup          | HS145   | Thomas Hofer                                                                                    | David Siegel                                                                          | Pius Paschke                                                                    |
| 28. Januar 2017  | Weltcup                  | HS145   | PolenPiotr Żyła Dawid Kubacki Maciej Kot Kamil Stoch                                            | ÖsterreichMichael Hayböck Manuel Fettner Gregor Schlierenzauer Stefan Kraft           | DeutschlandMarkus Eisenbichler Stephan Leyhe Andreas Wellinger Richard Freitag  |
| 29. Januar 2017  | Weltcup                  | HS145   | Andreas Wellinger                                                                               | Stefan Kraft                                                                          | Manuel Fettner                                                                  |
| 3. Februar 2018  | Weltcup (Willingen Five) | HS145   | Daniel-André Tande                                                                              | Richard Freitag                                                                       | Dawid Kubacki                                                                   |
| 4. Februar 2018  | Weltcup (Willingen Five) | HS145   | Johann André Forfang                                                                            | Kamil Stoch                                                                           | Piotr Żyła                                                                      |
| 15. Februar 2019 | Weltcup                  | HS145   | PolenPiotr Żyła Jakub Wolny Dawid Kubacki Kamil Stoch                                           | DeutschlandKarl Geiger Richard Freitag Markus Eisenbichler Stephan Leyhe              | SlowenienAnže Semenič Peter Prevc Jernej Damjan Timi Zajc                       |
| 16. Februar 2019 | Weltcup (Willingen Five) | HS145   | Karl Geiger                                                                                     | Kamil Stoch                                                                           | Ryōyū Kobayashi                                                                 |
| 17. Februar 2019 | Weltcup (Willingen Five) | HS145   | Ryōyū Kobayashi                                                                                 | Markus Eisenbichler                                                                   | Piotr Żyła                                                                      |
| 8. Februar 2020  | Weltcup (Willingen Five) | HS145   | Stephan Leyhe                                                                                   | Marius Lindvik                                                                        | Kamil Stoch                                                                     |
| 9. Februar 2020  | Weltcup (Willingen Five) | HS145   | Wettkampf wegen starken Windes abgesagt                                                         | Wettkampf wegen starken Windes abgesagt                                               | Wettkampf wegen starken Windes abgesagt                                         |
| 30. Januar 2021  | Weltcup (Willingen Six)  | HS147   | Halvor Egner Granerud                                                                           | Daniel-André Tande                                                                    | Kamil Stoch                                                                     |
| 31. Januar 2021  | Weltcup (Willingen Six)  | HS147   | Halvor Egner Granerud                                                                           | Piotr Żyła                                                                            | Markus Eisenbichler                                                             |
| 5. Februar 2021  | Continental Cup          | HS147   | Ulrich Wohlgenannt                                                                              | Markus Schiffner                                                                      | Cene Prevc                                                                      |
| 5. Februar 2021  | Continental Cup          | HS147   | Ulrich Wohlgenannt                                                                              | Markus Schiffner                                                                      | Sondre Ringen                                                                   |
| 6. Februar 2021  | Continental Cup          | HS147   | Ulrich Wohlgenannt                                                                              | Cene Prevc                                                                            | Markus Schiffner                                                                |
| 6. Februar 2021  | Continental Cup          | HS147   | Ulrich Wohlgenannt                                                                              | Decker Dean                                                                           | Anders Håre                                                                     |
| 28. Januar 2022  | Weltcup                  | HS147   | SlowenienEma Klinec Cene Prevc Urša Bogataj Anže Lanišek                                        | NorwegenThea Minyan Bjørseth Halvor Egner Granerud Silje Opseth Marius Lindvik        | ÖsterreichEva Pinkelnig Daniel Huber Marita Kramer Stefan Kraft                 |
| 29. Januar 2022  | Weltcup 1                | HS147   | Marita Kramer                                                                                   | Katharina Althaus                                                                     | Ema Klinec                                                                      |
| 29. Januar 2022  | Weltcup 1                | HS147   | Ryōyū Kobayashi                                                                                 | Halvor Egner Granerud                                                                 | Marius Lindvik                                                                  |
| 30. Januar 2022  | Weltcup 1                | HS147   | Nika Križnar                                                                                    | Katharina Althaus                                                                     | Alexandra Kustowa                                                               |
| 30. Januar 2022  | Weltcup                  | HS147   | Marius Lindvik                                                                                  | Karl Geiger                                                                           | Cene Prevc                                                                      |
| 3. Februar 2023  | Weltcup 1                | HS147   | NorwegenAnna Odine Strøm Marius Lindvik Silje Opseth Halvor Egner Granerud                      | ÖsterreichChiara Kreuzer Jan Hörl Eva Pinkelnig Stefan Kraft                          | DeutschlandSelina Freitag Karl Geiger Katharina Althaus Andreas Wellinger       |
| 4. Februar 2023  | Weltcup                  | HS147   | Katharina Althaus                                                                               | Ema Klinec                                                                            | Sara Takanashi                                                                  |
| 4. Februar 2023  | Weltcup                  | HS147   | Halvor Egner Granerud                                                                           | Anže Lanišek                                                                          | Dawid Kubacki                                                                   |
| 5. Februar 2023  | Weltcup                  | HS147   | Yūki Itō                                                                                        | Nozomi Maruyama                                                                       | Sara Takanashi                                                                  |
| 5. Februar 2023  | Weltcup                  | HS147   | Halvor Egner Granerud                                                                           | Ryōyū Kobayashi                                                                       | Daniel-André Tande                                                              |
| 3. Februar 2024  | Weltcup                  | HS147   | Jacqueline Seifriedsberger                                                                      | Sara Takanashi                                                                        | Katharina Schmid                                                                |
| 3. Februar 2024  | Weltcup                  | HS147   | Johann André Forfang                                                                            | Ryōyū Kobayashi                                                                       | Kristoffer Eriksen Sundal                                                       |
| 4. Februar 2024  | Weltcup                  | HS147   | Silje Opseth                                                                                    | Nika Prevc                                                                            | Yūki Itō                                                                        |
| 4. Februar 2024  | Weltcup                  | HS147   | Andreas Wellinger                                                                               | Ryōyū Kobayashi                                                                       | Gregor Deschwanden                                                              |
| 31. Januar 2025  | Weltcup                  | HS147   | NorwegenThea Minyan Bjørseth Kristoffer Eriksen Sundal Eirin Maria Kvandal Johann André Forfang | ÖsterreichLisa Eder Jan Hörl Jacqueline Seifriedsberger Daniel Tschofenig             | DeutschlandKatharina Schmid Philipp Raimund Selina Freitag Andreas Wellinger    |
| 1. Februar 2025  | Weltcup                  | HS147   | Eirin Maria Kvandal                                                                             | Anna Odine Strøm                                                                      | Jacqueline Seifriedsberger                                                      |
| 1. Februar 2025  | Weltcup                  | HS147   | Daniel Tschofenig                                                                               | Anže Lanišek                                                                          | Maximilian Ortner                                                               |
| 2. Februar 2025  | Weltcup                  | HS147   | Daniel Tschofenig                                                                               | Johann André Forfang                                                                  | Jan Hörl                                                                        |